# Xerula australis
Espèce
Xerula australis est une espèce de champignons basidiomycètes de la famille des Physalacriaceae

## Description
Le chapeau fait de 5 à 8 cm de diamètre et est de couleur brunâtre. Il a une surface humide, un peu collante, avec des stries sur le bord. Les lamelles sont adnées (attachées à la tige), de couleur blanchâtre, devenant beige clair à maturité parfois avec une pointe de rose chez les vieux spécimens.
Le pied blanc fait de 8 à 11 cm de haut sur 0,7 à 1,0 cm de diamètre et est recouvert de petites particules (furfuracé) ou des petits poils (tomenteux). Meurtri, il devient gris-beige. À l'instar des autres espèces de Xerula, X. australis a un mycélium  rhizomorphe qui s'étend dans le sol, habituellement sur les bois pourris situés sous le pied. L'impression des spores est blanche.

## Caractéristiques microscopiques
Les spores sont ellipsoïdes, lisses et hyalines, avec des dimensions allant de 8 à 12 μm.

## Habitat et distribution
Xerula australis pousse souvent seul ou en petits groupes sur les sols sablonneux du sud de l'Australie. Smith (2005) note que, dans les monts Bunya, dans le Sud-Est du Queensland, X. australis peut pousser en plus grands groupes sur les racines mortes des forêts tropicales, mais aussi dans les bois et forêts d'eucalyptus.

## Galerie

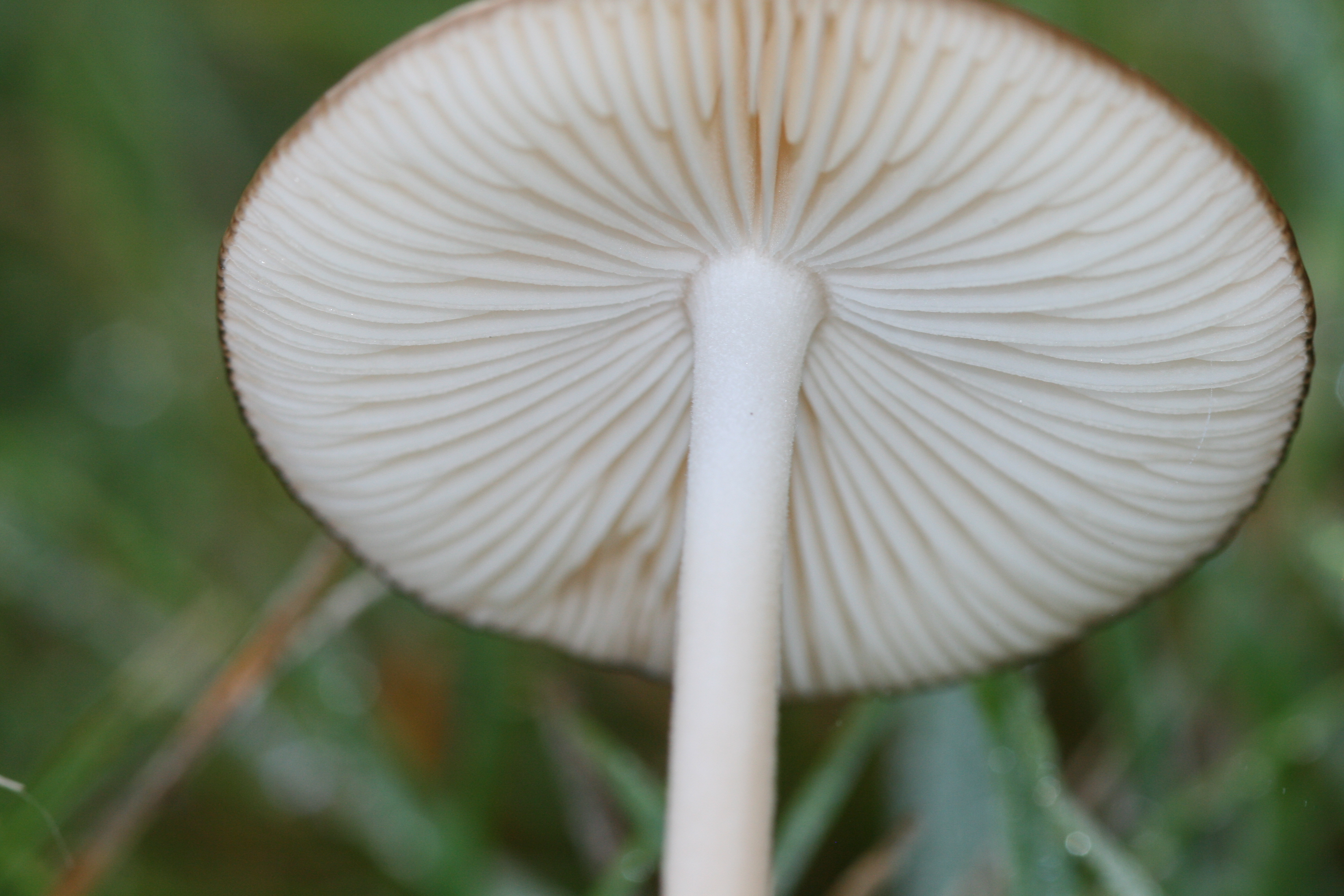
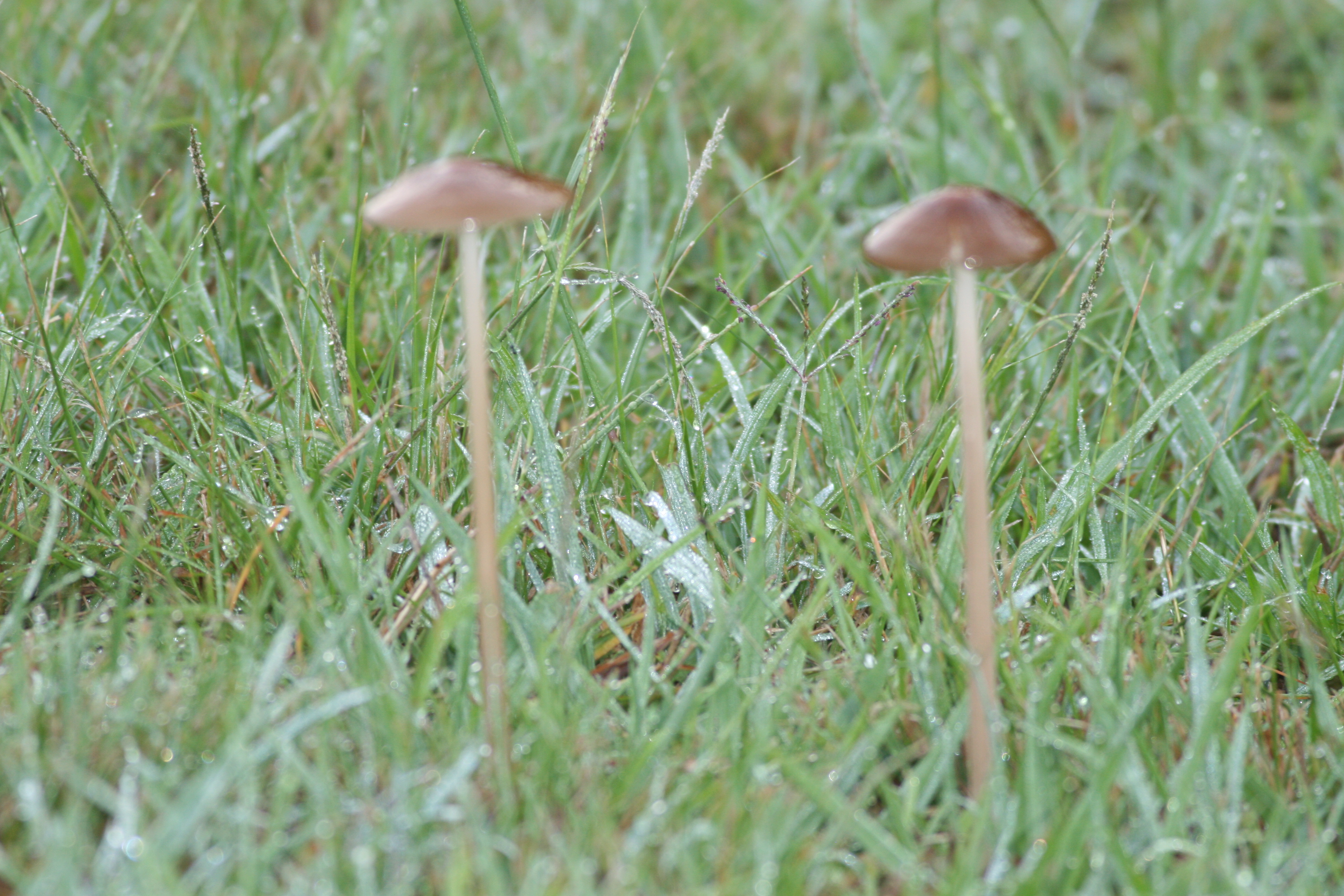

## Systématique
Le nom correct complet (avec auteur) de ce taxon est Xerula australis (Dörfelt) R.H.Petersen, 1994,.
Le basionyme de ce taxon est : Xerula radicata var. australis Dörfelt, 1984
Xerula australis a pour synonymes :
- Oudemansiella radicata var. australis (Dörfelt) Pegler & T.W.K.Young, 1987
- Xerula radicata var. australis Dörfelt, 1984

## Publication originale
- (en) Ronald H. Petersen et Andrew S. Methven, « Mating systems in the Xerulaceae: Xerula », Canadian Journal of Botany, vol. 72, no 8,‎ 1er août 1994, p. 1151-1163 (ISSN 0008-4026 et 1480-3305, DOI 10.1139/B94-141).